# متحف غرونينغن
متحف غرونينغن أو متحف غرونينغير (حسب النطق بالهولندية)(بالإنجليزية: Groninger Museum)‏ هو متحف الفن في مدينة جرونينجن في هولندا. المتحف يضم معارض للفن الحديث والفن المعاصر من الفنانين المحليين والوطنيين والدوليين.
يضم المتحف معارض مختلفة موجودة بداخله، بما في ذلك معرض أعمال الرسام الروسي ريبين والمصور الأمريكي أندريس سيرانو والمصور الهولندي إروين أولاف، ويتكون المعرض الدائم بالمتحف من مجموعة كبيرة من أعمال الخزف.

## التاريخ
تأسس متحف غرونينغن في عام 1874م، وفي عام 1894 افتتح المتحف مبنى خاص به أي بعد عشرين عامًا على التأسيس. وتم افتتاح المبنى الحالي للمتحف الذي يتكون من ثلاثة أجنحة رئيسية مصممة بشكل فردي من قبل المهندسين المعماريين فيليب ستارك، أليساندرو مينديني، كوب هيملبلو، في عام 1994.

## التصميم
تقع الهياكل الحداثية الجذرية التي تشكل متحف غرونينغن في قناة مقابل محطة سكة حديد جرونينجن. وهي تتألف من ثلاثة أجنحة رئيسية: مبنى أسطواني فضي صممه فيليب ستارك، برج أصفر من تصميم أليساندرو مينديني، ومساحة واسعة زرقاء.
ويرتبط المتحف بمحطة القطار بواسطة جسر يعتبر هو جزء من مسار ركوب الدراجات والمشي إلى وسط المدينة.
يعكس الطراز المعماري الملون الجذاب صدى التصاميم الإيطالية؛ حيث طلب مدير المتحف فرانس هاكس في عام 1990 من مينديني، وهو مهندس معماري، اشتهر بأثاثه وتصميماته الصناعية، تصميم المتحف الجديد. بحيث يكون شيئًا باهظًا.
ولم يقتصر مدير المتحف في طلباته على المهندسين المعماريين، بل طلب من كل المتخصصين المساهمة في عملية البناء فطلب أيضًا إنشاء الدراسات المفاهيمية، وغيرها من الأمور ليخرج بأبهى صورة.

## البناء
تم دفع تكاليف المتحف بشكل أساسي من قبل، شركة الغاز الطبيعي الوطنية الهولندية. كانت الشركة تحتفل بعيدها الخامس والعشرين وأرادت أن تمنح مدينة جرونينجن هدية. فتم اقتراح بناء متحف جديد وذلك للخروج من مساحة العرض القديمة وغير الكافية، فوافقت الشركة على الاقتراح ومنحت 25 مليون جيلدر للمشروع.
واجهت عملية البناء مشاكل كثيرة من الناس، حيث أثناء إعداد الموقع تمكن المتظاهرون من وقف البناء لمدة عام عن طريق المحكمة العليا. حيث تركزت اعتراضات المواطنين على التصميم المثير للجدل. على الرغم من الجدل، تم استئناف البناء في عام 1992 واكتمل في عام 1994. واضطر السكان المحليون إلى التعود على أشكال وألوان المبنى، وسرعان ما أصبح ذلك المتحف نجاحًا شعبيًا.

## المعارض
يعد متحف غروينغن موطنًا للعديد من المعارض للأعمال الفنية المحلية والوطنية والدولية، ومعظمها حديث وتجريدي. أثار البعض الجدل، مثل معرض الصور الفوتوغرافية لأندريس سيرانو، لكن البعض الآخر أكثر تقليدية مثل معرض أعمال إيليا ريبين «الروسية رامبرانت». وأثناء إقامة معرض «ديفيد باوي» في المتحف، أُعلن عن وفاة ديفيد بوي. فقامت دعوات بفتح سجل تعازي بالمتحف وبالفعل استجاب المتحف لذلك وفتح أبوابه للزوار يوم الاثنين (بينما يكون المتحف مغلقًا عادة).

### أشهر المعارض
2002
- ايليا ريبين

2006
- مارك كوين، النحت الحديث

2007
- أكسيلي جالن كاليلا (1865-1931)، روح فنلندا
- الجنة الرقمية

2008
- الأساطير الروسية والقصص الشعبية والقصص الخيالية
- الدائرة حول كيرشنر.
- البرونز القديم: روائع من متحف شنغهاي
- اذهب إلى الصين! أسن - جرونينجن

2009
- سيراميك آسيوي
- كوبا: الفن والتاريخ من عام 1868 حتى الوقت الحاضر
- من هيرمان كولينيوس إلى جيف كونز.
- جي دبليو ووترهاوس (1849-1917)، ما قبل الرفائيلية الحديثة

2010
- الآن في متحف جرونينجر السابق - 100 عام من التجميع (1894-1994)
- برنارد ويلهيلم وجوتا كراوس
- بروك، التعبيرية الألمانية (1905-1913)
- فولكرت دي يونج

2011
- روسيا المجهولة
- أنا ونفسي بقلم تشي بينغ
- الفضة في جرونينجن
- فايربيرد بواسطة أوثيليا فيردورمن
- نقاط بارزة من مجموعة المتحف

2012
- يين
- لوحة كندا
- إيريس فان هيربن
- جان ألتينك (1885-1971) (أيقونات ريف جرونينجن. جان ألتينك (1885-1971))
- فاميل فيرت
- عز الدين علي
- مجموعة صور قديمة وجديدة من مجموعة متحف غروينغن

2013

- ديان كو. في نهاية العالم
- دراكن أون لانج لايزن. مجموعة. (الخزف الصيني من مجموعة المتحف الخاصة)
- فروين فان دي ريفولوتي (نساء الثورة)
- الفن الاسكندنافي 1880 - 1920
- مارك بيجل. الحضري القوطي

2015
- إتش إن ويركمان
- ديفيد بوي هو

2016
- رودين

## الزوّار
منذ عام 2008، استقبل المتحف ما بين 180.000 و 292000 زائر سنويًا، باستثناء عام 2010، عندما تم إغلاق المتحف للتجديد من أبريل إلى ديسمبر. في عام 2016، استقبل المتحف 290 ألف زائر. إنه المتحف الأكثر زيارة في مقاطعة غرونينغن.
| العام | عدد الزوّار |
| ----- | ---------- |
| 2008  | 256000     |
| 2009  | 227700     |
| 2010  | 88000      |
| 2011  | 214000     |
| 2012  | 180000     |
| 2013  | 197517     |
| 2014  | 173355     |
| 2015  | 209500     |
| 2016  | 290000     |
| 2017  | 213000     |